# كزافييه لورو
كزافييه لورو (بالفرنسية: Xavier Leroux)‏ هو معلم موسيقى وملحن وبروفيسور فرنسي، ولد في 11 أكتوبر 1863 في فليتري في إيطاليا، وتوفي في 2 فبراير 1919 في باريس في فرنسا.

## وصلات خارجية
- كزافييه لورو على موقع ميوزك برينز (الإنجليزية)
- كزافييه لورو على موقع ديسكوغز (الإنجليزية)